# Аникин, Степан Васильевич
Степа́н Васи́льевич Ани́кин (псевдонимы: С. Чардымский; А — ъ; А.; А. С.; С. А-нъ; В.) (27 декабря 1868 [8 января 1869], Камаевка, Саратовская губерния — 5 марта 1919, Саратов) — депутат Государственной думы I созыва от Саратовской губернии, прозаик, публицист.

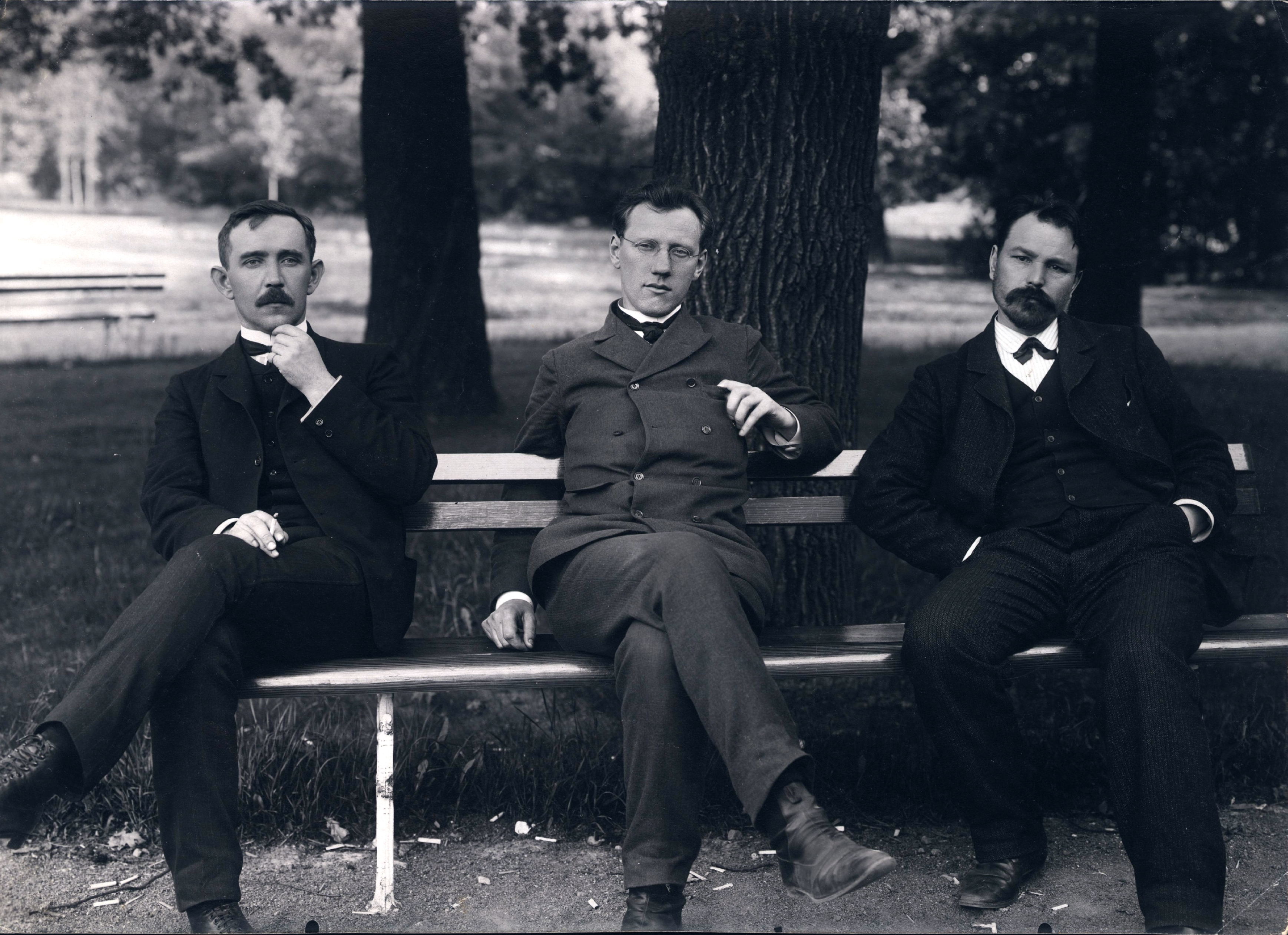
Члены I Государственной Думы, лидеры Трудовой группы — А. Ф. Аладьин, И. В. Жилкин, С. В. Аникин, 1906 год

## Биография
Православного вероисповедания, из крестьян. Отец, Василий Елисеевич, — мордвин-эрзя, мать, Евдокия Яковлевна, — мордовка-мокша. Василий Елисеевич ушёл в солдаты за женатого младшего брата, и Степан вырос фактически без отца.
Окончил земскую сельскую школу. Когда отец вернулся, отслужив 25 лет, Степану было уже тринадцать лет, и вся семья перебралась в Саратов, где в 1886 году он окончил 2-классное саратовское Александровское ремесленное училище по слесарному и столярному отделениям.
Вернулся в село Камаевка, где несколько лет занимался земледелием. Служил конторщиком, писцом. Много занимался самообразованием, что дало ему возможность выдержать экзамены на звание народного учителя. С 1892 года работал сельским учителем, затем заведующим училищем в селе Новые Бурасы Саратовского уезда, позднее учителем «повторительных классов» на вечерних общеобразовательных курсах для взрослых в Аткарском и Петровском уездах Саратовской губернии. Заведовал новой четырёхклассной начальной школой, построенной бароном Федором Рудольфовичем Штейнгелем для крестьянских детей в своём имении в Волынской губернии. В 1901 году вернулся в Саратовскую губернию. Участвовал в организации Всероссийского союза учителей, в конце декабря 1902 — начале января 1903 года докладчик на его I съезде в Москве, выступил с докладом «О материальной и юридической необеспеченности русского народного учителя». Участвовал также и в III, IV учительских съездах. После того, как Аникину было запрещено работать учителем, он начал проводить занятия на вечерних общеобразовательных курсах Петровского уезда.
С 1900 года член Саратовской организации Партии социалистов-революционеров, к 1905 году стал одним из руководителей саратовской ячейки. Организатор сельских «братств» партии. В начале 1900 года впервые проявляет себя как журналист и литератор. Его публицистика печатается в газетах «Саратовский листок» (1901) и «Саратовская земская неделя» (1902). Первые рассказы «Бездорожье» и «Жить надо!» опубликованы в газете «Саратовский дневник» (5 — 14 марта и 13 мая 1903 года). 24 января 1904 года арестован вместе 20 другими обвиняемыми по подозрению в распространении прокламаций и созданию крестьянской тайной организации. Заключён в Саратовскую губернскую тюрьму, где провёл 6 месяцев. Дело прекращено за недостатком улик.
Работал в отделе народного образования Саратовской городской управы. В январе — марте 1905 года член забастовочного комитета во время забастовки управы. Уволен и арестован за организацию этой забастовки. Выйдя из тюрьмы, узнаёт, что лишился своего места в городской управе. Зарабатывает литературным трудом, в марте и апреле 1905 года выходит наибольшее количество публикаций Аникина в «Саратовском листке». Летом и осенью 1905 года, находясь в родном селе, занимался пропагандой среди крестьян. В конце 1905 назначен Саратовской губернской земской управой страховым агентом по Петровскому уезду, но губернатором не допущен к исполнению обязанностей. В 1905 году организовал отделения Всероссийского крестьянского союза в Поволжье. Участвовал в подготовке и созыве 18 декабря 1905 года Саратовского губернского съезда Всероссийского крестьянского союза в селе Покровское. В 1905 году член Бюро Крестьянского союза Саратовской губернии. После декабрьских событий 1905 года вынужден был скрываться вплоть до начала выборов в Государственную думу. В период избирательной кампании в Государственную думу организатор саратовского «Союза трудящихся».
14 апреля 1906 года избран в Государственную думу I созыва от съезда уполномоченных от волостей. Один из лидеров Трудовой группы. Член комиссии для составления проекта адреса и аграрной комиссии. Многократно выступал, в том числе по аграрному вопросу, об амнистии, о смертной казни, о привлечении к суду депутата Г. К. Ульянова, по запросу о Крестьянском союзе, об ассигновании 10 миллионов рублей на продовольственную помощь населению. Подписал заявления об образовании комиссии по расследованию преступлений должностных лиц, об организации местных аграрных комитетов. Незадолго до роспуска Государственной думы I созыва делегирован Трудовой группой в Лондон на социалистическую конференцию Междупарламентского союза. Во время роспуска Думы отсутствовал в Санкт-Петербурге, поэтому не участвовал в составлении и подписании «Выборгского воззвания».
Принял участие в избирательной кампании Государственной думы II созыва, вошёл в состав выборщиков. Но Саратовская комиссия по выборам аннулировала его избрание на основании постановления Сената, введшего правило, что по крестьянской курии имеют право участвовать в выборах только крестьяне-домохозяева, имеющие своё хозяйство.
В 1906—1907 годах член Временного и Постоянного комитетов Трудовой группы Первой Государственной Думы. В июле — октябре 1906 года член её Революционного комитета. В 1907—1909 годах член Центрального комитета Трудовой группы. В 1908 году Аникин стал негласным редактором журнала «Бодрое слово», где опубликовал серию своих очерков «В глубине России». В том же 1908 году в Петербургском книжном издательстве «Родной мир», организованном самим Аникиным, публикует книгу «Мордовские народные сказки», результат длительной работы по собиранию мордовского фольклора. В 1909 году арестован в рамках следствия о Саратовской организации Всероссийского крестьянского союза, его освободили под залог, после чего он перешёл польско-австрийскую границу. Оттуда через Бельгию и Францию попадает в Швейцарию, где с помощью А. Н. Баха снял дом в местечке Онэ близ Женевы.
Сотрудничал в журналах: «Русское богатство», «Вестник Европы», «Бодрое слово» и других, выпустил несколько книг рассказов, печатал очерки и публицистические статьи. Возвратился из эмиграции в 1914 году, был арестован на пограничном пункте, препровожден в Саратов, где освобожден под залог. В мае 1915 года суд Саратовской судебной палаты оправдал его. С осени 1916 года жил с семьёй в Новочеркасске.

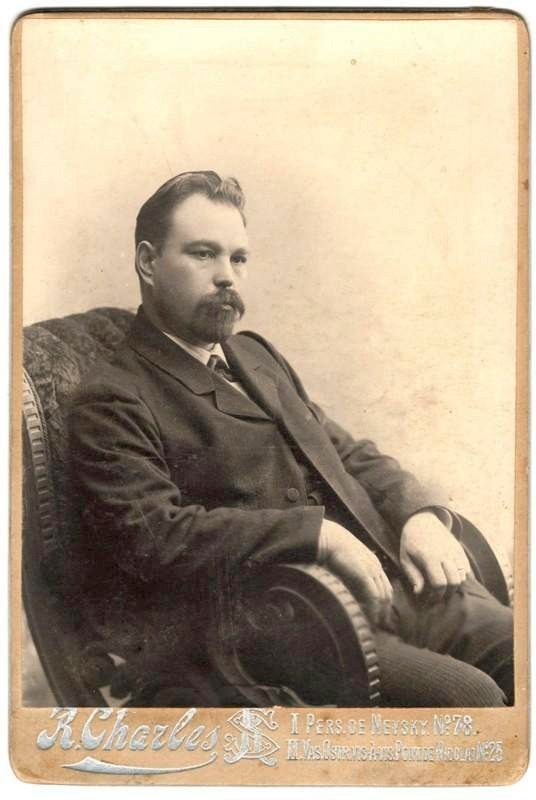
С. В. Аникин, 1906

В 1915—1919 годах деятель кооперативного движения, разъездной лектор Московского союза кооперативов. После февраля 1917 года перебрался в Саратов, избран заместителем председателя земской управы. В мае 1917 года участник 1-го Всероссийского съезда крестьянских депутатов, член Петроградского совета рабочих и солдатских депутатов, товарищ председателя и заведующий отделом народного образования Саратовской губернской земской управы. После Октябрьской революции 1917 года председатель правления организованного им Нижневолжского кооперативного союза. В 1918 году избран в состав Саратовского совета рабочих и солдатских депутатов. Весной 1918 года, больной, уезжает в Камаевку, где занимается организацией сельскохозяйственной школы для крестьянской молодёжи. В июне 1918 года стал издавать журнал «Кооперативная мысль». 2-4 марта 1919 года проходил съезд кооперативного союза, Аникин выступил с большой речью. 4 марта, придя домой, почувствовал себя плохо, вскоре у него случился третий инсульт (первые два были в 1915 и 1917 годах).

## Семья
- Первая жена — Мария Александровна, урождённая ?, после развода с ней осталась дочь.
  - Сын — Борис (до 1901 — после 1919), жил с отцом в эмиграции, погиб вскоре после Гражданской войны (По сообщению семьи основал вместе с друзьями одну из первых коммун. В ходе антисоветского крестьянского выступления были схвачены и казнены все члены коммуны, партийцы, включая и Бориса).
  - Дочь — Анна (1901 — 1982), специалист по русской литературе XIX в., автор томов "Литературного наследства", библиограф[4].
- Вторая жена — Эмилия Эдуардовна урождённая Будкевич (1886—1983)

## Сочинения

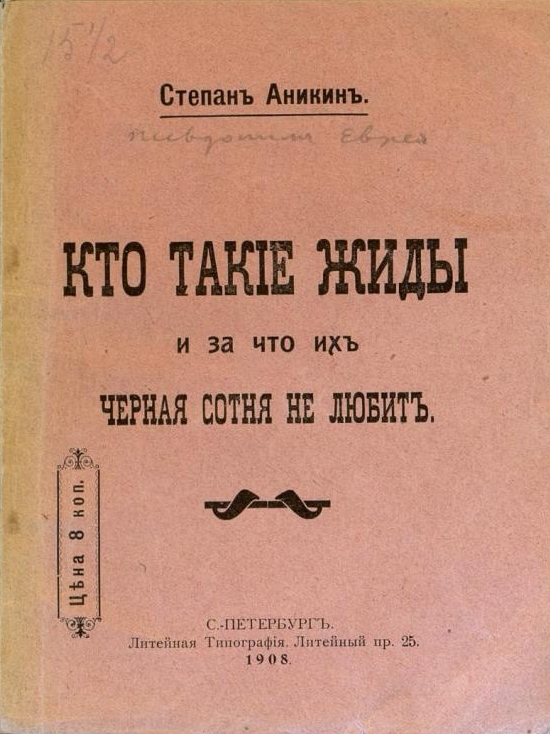
Обложка книги С. В. Аникина «Кто такие жиды и за что их чёрная сотня не любит», 1908

- О социал-демократах и социалистах-революционерах. М., 1905;
- Как смотрят социалисты-революционеры и социал-демократы на крестьянство и земельный вопрос. СПб., 1906;
- Что такое Трудовая группа: К выборам во II Государственную думу. СПб., 1907;
- Кто такие жиды и за что их чёрная сотня не любит. — СПб., 1908;
- Мордовские народные сказки. СПб., 1909;
- Деревенские рассказы. СПб., 1911;
- Когда откроются райские двери: (Старинное сказание). М, 1912;
- На Чардыме: Сборник рассказов. Саратов, 1969.

## Архивы
- Российский государственный архив литературы и искусства. Фонд 2206 (С. В. Аникин);
- Российский государственный исторический архив. Фонд 1278. Опись 1 (1-й созыв). Дело 40. Лист 18; Фонд 1327. Опись 1.1905 г. Дело 141. Лист 98 оборот — 99; Дело 143. Лист 120 оборот.